# Royal League 2004/05
De Royal League 2004/05 was de eerste editie van dit Scandinavisch voetbaltoernooi. Uit Denemarken, Noorwegen en Zweden namen de top vier clubs deel. De eerste fase, die in november statte, bestond uit drie groepen van vier clubs waarna de top twee door gingen naar de tweede fase die uit twee groepen van drie clubs bestond. De beide winnaars van deze groepen speelden de finale op 26 mei in Göteborg. FC Kopenhagen werd de eerste winnaar dit toernooi.

## Eerste Ronde
Groep A 
| Datum            | Thuisclub                | Uitslag | Uitclub                  |
| ---------------- | ------------------------ | ------- | ------------------------ |
| 11 november 2004 | Esbjerg fB               | 0-1     | Vålerenga IF Oslo        |
| 11 november 2004 | Rosenborg BK Trondheim   | 4-4     | Djurgårdens IF Stockholm |
| 20 november 2004 | Vålerenga IF Oslo        | 3-2     | Rosenborg BK Trondheim   |
| 2 december 2004  | Esbjerg fB               | 1-2     | Rosenborg BK Trondheim   |
| 2 december 2004  | Vålerenga IF Oslo        | 3-1     | Djurgårdens IF Stockholm |
| 5 december 2004  | Djurgårdens IF Stockholm | 0-3     | Esbjerg fB               |
| 12 februari 2005 | Djurgårdens IF Stockholm | 0-1     | Vålerenga IF Oslo        |
| 12 februari 2005 | Rosenborg BK Trondheim   | 1-0     | Esbjerg fB               |
| 17 februari 2005 | Esbjerg fB               | 1-0     | Djurgårdens IF Stockholm |
| 17 februari 2005 | Rosenborg BK Trondheim   | 0-1     | Vålerenga IF Oslo        |
| 24 februari 2005 | Djurgårdens IF Stockholm | 0-1     | Rosenborg BK Trondheim   |
| 24 februari 2005 | Vålerenga IF Oslo        | 1-1     | Esbjerg fB               |

 Klassement Groep A 
| Plaats | Land                     | W : w - g - v | Punten | Doelsaldo |
| ------ | ------------------------ | ------------- | ------ | --------- |
| 1      | Vålerenga IF Oslo        | 6 : 5 - 1 - 0 | 16     | 10-4      |
| 2      | Rosenborg BK Trondheim   | 6 : 3 - 1 - 2 | 10     | 10-9      |
| 3      | Esbjerg fB               | 6 : 2 - 1 - 3 | 7      | 6-5       |
| 4      | Djurgårdens IF Stockholm | 6 : 0 - 1 - 5 | 1      | 5-13      |

 Groep B 
| Datum            | Thuisclub     | Uitslag | Uitclub       |
| ---------------- | ------------- | ------- | ------------- |
| 11 november 2004 | Brøndby IF    | 3-2     | Tromsø IL     |
| 11 november 2004 | IFK Göteborg  | 0-1     | FC Kopenhagen |
| 20 november 2004 | Tromsø IL     | 0-1     | IFK Göteborg  |
| 2 december 2004  | Tromsø IL     | 0-0     | FC Kopenhagen |
| 2 december 2004  | Brøndby IF    | 0-1     | IFK Göteborg  |
| 5 december 2004  | FC Kopenhagen | 1-1     | Brøndby IF    |
| 13 februari 2005 | IFK Göteborg  | 3-0     | Brøndby IF    |
| 13 februari 2005 | FC Kopenhagen | 3-0 *   | Tromsø IL     |
| 17 februari 2005 | IFK Göteborg  | 1-1     | Tromsø IL     |
| 17 februari 2005 | Brøndby IF    | 0-2     | FC Kopenhagen |
| 24 februari 2005 | FC Kopenhagen | 1-0     | IFK Göteborg  |
| 24 februari 2005 | Tromsø IL     | 0-3 *   | Brøndby IF    |

* Reglementaire uitslag. Oorspronkelijke uitslagen van Tromsø tegen Kopenhagen (2-2) en Brøndby (2-4) vervallen in verband met opstellen van onrechtmatige speler.
 Klassement Groep B 
| Plaats | Land          | W : w - g - v | Punten | Doelsaldo |
| ------ | ------------- | ------------- | ------ | --------- |
| 1      | FC Kopenhagen | 6 : 4 - 2 - 0 | 14     | 8-1       |
| 2      | IFK Göteborg  | 6 : 3 - 1 - 2 | 10     | 6-3       |
| 3      | Brøndby IF    | 6 : 2 - 1 - 3 | 7      | 7-9       |
| 4      | Tromsø IL     | 6 : 0 - 2 - 4 | 2      | 3-11      |

 Groep C 
| Datum            | Thuisclub       | Uitslag | Uitclub         |
| ---------------- | --------------- | ------- | --------------- |
| 11 november 2004 | SK Brann Bergen | 1-0     | Halmstads BK    |
| 11 november 2004 | Malmö FF        | 2-0     | Odense BK       |
| 20 november 2004 | Halmstads BK    | 3-1     | Malmö FF        |
| 2 december 2004  | Odense BK       | 2-2     | Halmstads BK    |
| 2 december 2004  | SK Brann Bergen | 4-1     | Malmö FF        |
| 5 december 2004  | Odense BK       | 2-1     | SK Brann Bergen |
| 12 februari 2005 | Malmö FF        | 2-0     | SK Brann Bergen |
| 12 februari 2005 | Halmstads BK    | 2-1     | Odense BK       |
| 17 februari 2005 | SK Brann Bergen | 2-1     | Odense BK       |
| 19 februari 2005 | Malmö FF        | 1-0     | Halmstads BK    |
| 24 februari 2005 | Halmstads BK    | 0-0     | SK Brann Bergen |
| 24 februari 2005 | Odense BK       | 1-2     | Malmö FF        |

 Klassement Groep C 
| Plaats | Land            | W : w - g - v | Punten | Doelsaldo |
| ------ | --------------- | ------------- | ------ | --------- |
| 1      | Malmö FF        | 6 : 4 - 0 - 2 | 12     | 9-8       |
| 2      | SK Brann Bergen | 6 : 3 - 1 - 2 | 10     | 8-6       |
| 3      | Halmstads BK    | 6 : 2 - 2 - 2 | 8      | 7-6       |
| 4      | Odense BK       | 6 : 1 - 1 - 4 | 4      | 7-11      |

## Tweede Ronde
Groep 1 
| Datum         | Thuisclub              | Uitslag | Uitclub                |
| ------------- | ---------------------- | ------- | ---------------------- |
| 3 maart 2005  | FC Kopenhagen          | 2-2     | Rosenborg BK Trondheim |
| 10 maart 2005 | Rosenborg BK Trondheim | 2-0     | Malmö FF               |
| 17 maart 2005 | Malmö FF               | 1-0     | FC Kopenhagen          |
| 14 april 2005 | Rosenborg BK Trondheim | 0-1     | FC Kopenhagen          |
| 28 april 2005 | FC Kopenhagen          | 2-1     | Malmö FF               |
| 12 mei 2005   | Malmö FF               | 4-2     | Rosenborg BK Trondheim |

 Klassement Groep 1 
| Plaats | Land                   | W : w - g - v | Punten | Doelsaldo |
| ------ | ---------------------- | ------------- | ------ | --------- |
| 1      | FC Kopenhagen          | 4 : 2 - 1 - 1 | 7      | 5-4       |
| 2      | Malmö FF               | 4 : 2 - 0 - 2 | 6      | 6-6       |
| 3      | Rosenborg BK Trondheim | 4 : 1 - 1 - 2 | 4      | 6-7       |

 Groep 2 
| Datum         | Thuisclub         | Uitslag | Uitclub           |
| ------------- | ----------------- | ------- | ----------------- |
| 10 maart 2005 | IFK Göteborg      | 2-0     | SK Brann Bergen   |
| 17 maart 2005 | SK Brann Bergen   | 2-2     | Vålerenga IF Oslo |
| 3 april 2005  | Vålerenga IF Oslo | 2-2     | IFK Göteborg      |
| 14 april 2005 | IFK Göteborg      | 2-1     | Vålerenga IF Oslo |
| 28 april 2005 | Vålerenga IF Oslo | 1-0     | SK Brann Bergen   |
| 12 mei 2005   | SK Brann Bergen   | 0-1     | IFK Göteborg      |

 Klassement Groep 2 
| Plaats | Land              | W : w - g - v | Punten | Doelsaldo |
| ------ | ----------------- | ------------- | ------ | --------- |
| 1      | IFK Göteborg      | 4 : 3 - 1 - 0 | 10     | 7-3       |
| 2      | Vålerenga IF Oslo | 4 : 1 - 2 - 1 | 5      | 6-6       |
| 3      | SK Brann Bergen   | 4 : 0 - 1 - 3 | 1      | 2-6       |

## Finale
| Datum       | Plaats   | Winnaar       | Uitslag         | Verliezer    |
| ----------- | -------- | ------------- | --------------- | ------------ |
| 26 mei 2005 | Göteborg | FC Kopenhagen | 1-1 wns (12-11) | IFK Göteborg |

2004/05 · 2005/06 · 2006/07